# 布尔人
布尔人（南非語： [buːr]，英語： /bʊər/），為居住于南非境內荷兰、法国與德国白人移民後裔，所形成的混合民族。語源為荷兰语的（荷蘭語發音：[buɾ]）一词，意為農民。布尔人属于高加索人种。
现已基本不再用「波耳人」一名，改称為阿非利卡人或阿非利堪人。

## 外部連結
- 维基共享资源上的相關多媒體資源：布尔人
- .  25 (第11版). London: 469–81. 1911.
- . . 1905.